# Herman Verresen
Herman Verresen (Antwerpen, 20 januari 1934 – Zwevegem, 13 juni 2017) was een Belgisch arts en hoogleraar.

## Levensloop
Verresen was een van de pioniers van de Katholieke Universiteit Leuven Afdeling Kortrijk (KULAK).
Hij promoveerde tot doctor in de geneeskunde in 1959. Tijdens zijn studentenjaren was hij preses van het studentengenootschap Medica. In 1963 behaalde hij de erkenning als specialist in neuropsychiatrie. Hij werd docent aan de KU Leuven en oprichter, samen met Herman Vanden Berghe van het Centrum voor Menselijke Erfelijkheid.
Op vraag van de Leuvense academische overheid aanvaardde hij zich in te zetten voor de uitbouw van de kandidaturen geneeskunde aan de KULAK. Met zijn gezin ging hij in Moen wonen. Vanaf het academiejaar 1972-73 stond hij aan het hoofd van de jonge afdeling geneeskunde in Kortrijk. In 1974 werd hij gewoon hoogleraar. Hij doceerde de cursussen anatomie en embryologie. Zijn aanpak week af van de traditionele manier waarbij beide vakken als aparte disciplines werden beschouwd. Hij integendeel toonde aan hoe de menselijke anatomie het resultaat is van de embryologische ontwikkeling.
Na de plotse dood op 4 oktober 1991 van de eerste verkozen campusrector Prof. Dr. Ir. Frans Van Cauwelaert de Wyels, werd Verresen, op basis van zijn leeftijd, campusrector ad interim tot Vic Nachtergaele na nieuwe verkiezingen begin 1992 zijn taken overnam.
Tijdens zijn lange loopbaan ging zijn permanente zorg uit naar het verschaffen van aanschouwelijk lesmateriaal aan zijn studenten. Hij zette ook, naar aanleiding van lezingen die hij gaf, zijn toehoorders aan om bij overlijden hun lichaam af te staan voor het onderwijs en de wetenschap. Op die wijze beschikte hij voor de studenten over didactisch materiaal.
Naast zijn didactische opdrachten trad Verresen ook op als wetsdokter. Hij was geregeld betrokken bij beruchte moordzaken en stond bekend om zijn precieze analyses. Hij doceerde ook gerechtsgeneeskunde in Leuven.
Als reserveofficier volgde hij de opleidingen in de Medische Dienst van het Belgisch leger en bereikte de graad van luitenant-kolonel.